# شيفانجي جوشي
شيفانجي جوشي (من مواليد 18 مايو 1998)  هي ممثلة هندية معروفة بعملها على التلفزيون الهندي . تعد جوشي واحدة من الممثلات التلفزيونيات الأعلى أجراً في الهند،  وهي معروفة على نطاق واسع بتجسيدها دور نايرا سينجانيا جوينكا في Yeh Rishta Kya Kehlata Hai . حصلت على العديد من الجوائز بما في ذلك جائزة ITA ، وثلاث جوائز ذهبية .

## وقت مبكر من الحياة
وُلِد جوشي في 18 مايو 1998 في بوني ، ماهاراشترا . لقد أكملت دراستها في دهرادون .

## حياة مهنية
في عام 2015، تم اختيارها للعب دور بونام ثاكور في البرنامج التلفزيوني Begusarai أمام فيشال أديتيا سينغ .
في عام 2016، بدأت في تصوير Naira Singhania Goenka في فيلم Yeh Rishta Kya Kehlata Hai من StarPlus ، مما جعلها. حظيت كيمياءها مع محسن خان بتقدير كبير من قبل الجمهور، مما جعلها ممثلة رائدة في التلفزيون الهندي. بالنسبة لدورها كنايرة، حصلت جوشي على العديد من الجوائز والترشيحات بما في ذلك جائزة ITA لأفضل ممثلة شعبية ، والجائزة الذهبية لأفضل ممثلة في دور رئيسي ، والجائزة الذهبية الأيقونية للاختيار الشعبي وجائزة كالاكار لأفضل ممثلة. في يناير 2021، تم القضاء على شخصيتها، لكن جوشي استمرت في أن تكون جزءًا من العرض، حيث جسدت شخصية تشبهها، سيرات شيكاوات جوينكا.
من عام 2021 إلى عام 2022، ظهرت في دور Anandi Bhujaariya في برنامج Balika Vadhu 2 على قناة Colors TV مقابل Randeep Rai .

## روابط خارجية
- شيفانجي جوشي في قاعدة بيانات الأفلام على الإنترنت
- شيفانجي جوشي على إنستغرام